# Lokossa

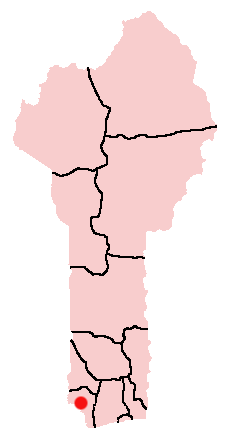
Lokossas läge i Benin.

Lokossa är en stad och kommun i sydvästra Benin, och är den administrativa huvudorten för departementet Mono. Befolkningen beräknades till 41 376 invånare år 2006, med totalt 86 275 invånare i hela kommunen på en yta av 260 km². Staden är belägen cirka 10 kilometer (fågelvägen) från gränsen till Togo.

## Administrativ indelning
Kommunen är indelad i fem arrondissement:
- Agame
- Houin
- Koudo
- Lokossa¹
- Ouedeme

¹Lokossas centralort utgörs av arrondissementet med samma namn.